# Abgeordnetenkammer (Paraguay)

Wappen von Paraguay

Die Abgeordnetenkammer von Paraguay (span. Cámara de Diputados) ist das Unterhaus im Zweikammersystem von Paraguay. Es bildet Zusammen mit dem Senat den Kongress (Congreso Nacional). Sein Sitz ist in der Hauptstadt Asunción.

## Wahlen
| Departamento     | Abgeordnetenzahl |
| ---------------- | ---------------- |
| Alto Paraguay    | 1                |
| Alto Paraná      | 7                |
| Amambay          | 2                |
| Asunción         | 9                |
| Boquerón         | 1                |
| Caaguazú         | 6                |
| Caazapá          | 2                |
| Canindeyú        | 2                |
| Central          | 19               |
| Concepción       | 3                |
| Cordillera       | 4                |
| Guairá           | 3                |
| Itapúa           | 6                |
| Misiones         | 2                |
| Ñeembucú         | 2                |
| Paraguarí        | 4                |
| Presidente Hayes | 2                |
| San Pedro        | 5                |
| Σ =              | 80               |

In die Abgeordnetenkammer werden 80 Abgeordnete für jeweils fünf Jahre nach dem Verhältniswahlrecht gewählt. Um gewählt werden zu können, muss am Tag der Wahl das 25. Lebensjahr vollendet worden sein.
Die Abgeordneten werden in den einzelnen Wahlkreisen gewählt, welche den Departamentos entsprechen. Die Anzahl der zu wählenden Abgeordneten richtet sich nach der Bevölkerungsanzahl.
Die letzten Wahlen fanden am 30. April 2023 statt.
siehe Parlaments- und Präsidentschaftswahl in Paraguay 2023

## Bilder

Palacio Legislativo
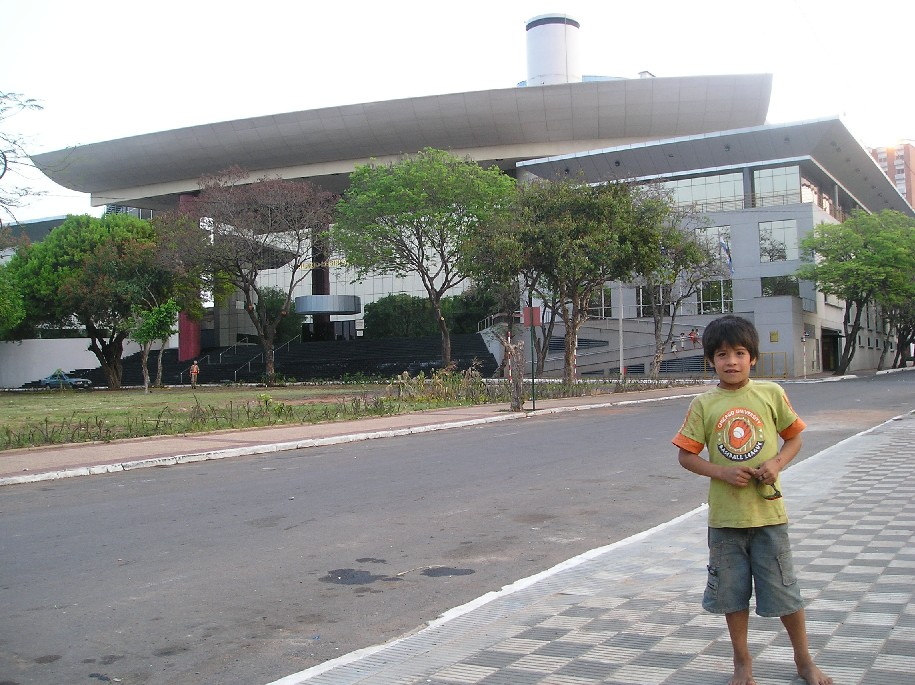
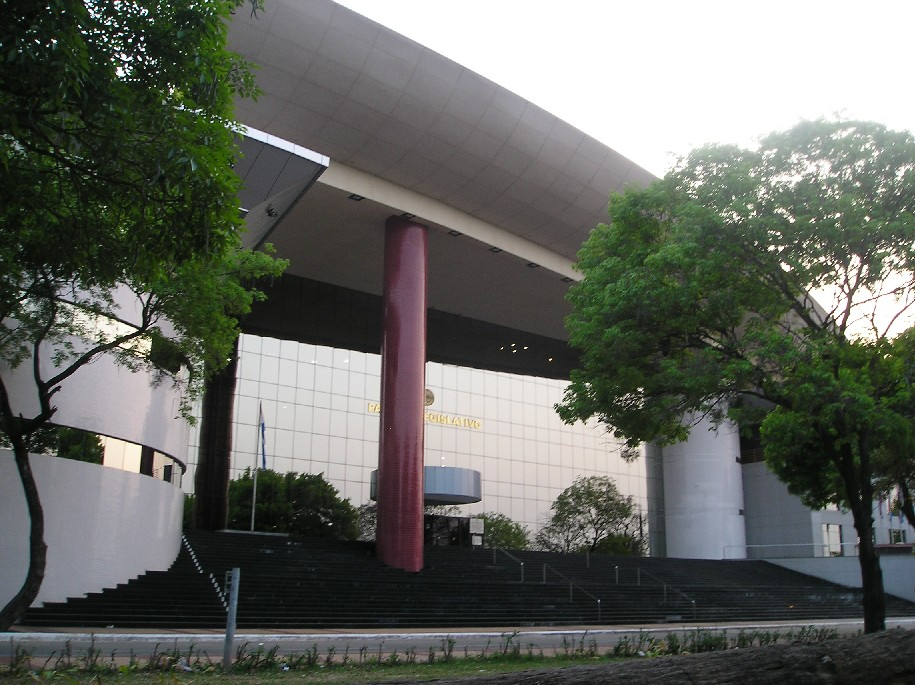